# Ciré-d'Aunis
Ciré-d'Aunis és un municipi francès situat al departament del Charente Marítim i a la regió de la Nova Aquitània. L'any 2007 tenia 1.136 habitants.

## Demografia

### Població
El 2007 la població de fet de Ciré-d'Aunis era de 1.136 persones. Hi havia 444 famílies de les quals 112 eren unipersonals (48 homes vivint sols i 64 dones vivint soles), 132 parelles sense fills, 172 parelles amb fills i 28 famílies monoparentals amb fills.
La població ha evolucionat segons el següent gràfic:
Habitants censats

### Habitatges
El 2007 hi havia 496 habitatges, 451 eren l'habitatge principal de la família, 20 eren segones residències i 25 estaven desocupats. 449 eren cases i 46 eren apartaments. Dels 451 habitatges principals, 336 estaven ocupats pels seus propietaris, 105 estaven llogats i ocupats pels llogaters i 10 estaven cedits a títol gratuït; 7 tenien una cambra, 19 en tenien dues, 89 en tenien tres, 145 en tenien quatre i 191 en tenien cinc o més. 366 habitatges disposaven pel capbaix d'una plaça de pàrquing. A 209 habitatges hi havia un automòbil i a 212 n'hi havia dos o més.

### Piràmide de població
La piràmide de població per edats i sexe el 2009 era:
| Homes | Edats   | Dones |
| ----- | ------- | ----- |
| 0     | 95 o +  | 0     |
| 0     | 90 a 94 | 0     |
| 0     | 85 a 89 | 16    |
| 0     | 80 a 84 | 4     |
| 24    | 75 a 79 | 8     |
| 12    | 70 a 74 | 24    |
| 16    | 65 a 69 | 12    |
| 16    | 60 a 64 | 28    |
| 24    | 55 a 59 | 16    |
| 44    | 50 a 54 | 16    |
| 20    | 45 a 49 | 36    |
| 44    | 40 a 44 | 20    |
| 28    | 35 a 39 | 40    |
| 24    | 30 a 34 | 28    |
| 44    | 25 a 29 | 32    |
| 24    | 20 a 24 | 12    |
| 20    | 15 a 19 | 36    |
| 32    | 10 a 14 | 28    |
| 28    | 5 a 9   | 12    |
| 28    | 0 a 4   | 12    |

## Economia
El 2007 la població en edat de treballar era de 710 persones, 561 eren actives i 149 eren inactives. De les 561 persones actives 501 estaven ocupades (262 homes i 239 dones) i 60 estaven aturades (24 homes i 36 dones). De les 149 persones inactives 50 estaven jubilades, 43 estaven estudiant i 56 estaven classificades com a «altres inactius».

### Ingressos
El 2009 a Ciré-d'Aunis hi havia 457 unitats fiscals que integraven 1.143,5 persones, la mediana anual d'ingressos fiscals per persona era de 16.104 €.

### Activitats econòmiques
Dels 56 establiments que hi havia el 2007, 2 eren d'empreses alimentàries, 1 d'una empresa de fabricació d'elements pel transport, 16 d'empreses de construcció, 9 d'empreses de comerç i reparació d'automòbils, 3 d'empreses de transport, 4 d'empreses d'hostatgeria i restauració, 2 d'empreses financeres, 4 d'empreses immobiliàries, 4 d'empreses de serveis, 7 d'entitats de l'administració pública i 4 d'empreses classificades com a «altres activitats de serveis».
Dels 25 establiments de servei als particulars que hi havia el 2009, 1 era una oficina de correu, 2 tallers de reparació d'automòbils i de material agrícola, 6 paletes, 5 fusteries, 1 lampisteria, 2 electricistes, 1 empresa de construcció, 2 perruqueries, 1 veterinari, 2 restaurants i 2 agències immobiliàries.
Dels 3 establiments comercials que hi havia el 2009, 1 era una botiga de menys de 120 m², 1 una fleca i 1 una llibreria.
L'any 2000 a Ciré-d'Aunis hi havia 28 explotacions agrícoles que ocupaven un total de 1.764 hectàrees.

## Equipaments sanitaris i escolars
L'únic equipament sanitari que hi havia el 2009 era una farmàcia.
El 2009 hi havia una escola elemental.

## Poblacions més properes
El següent diagrama mostra les poblacions més properes.